# 雅

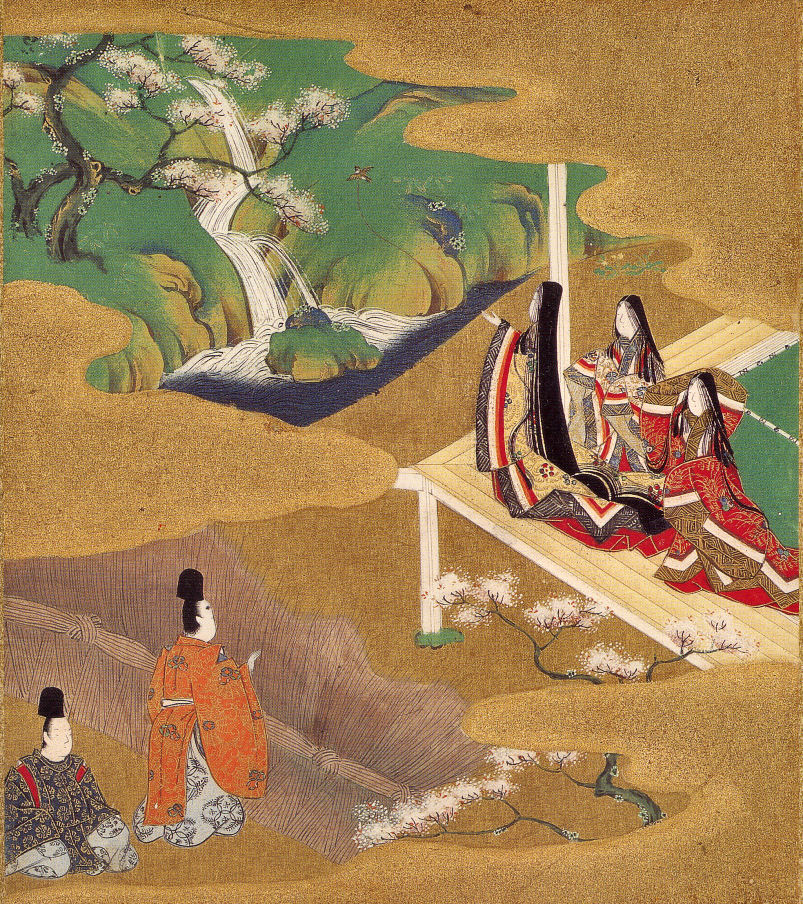
平安時代貴族の みやびの芸術。源氏物語

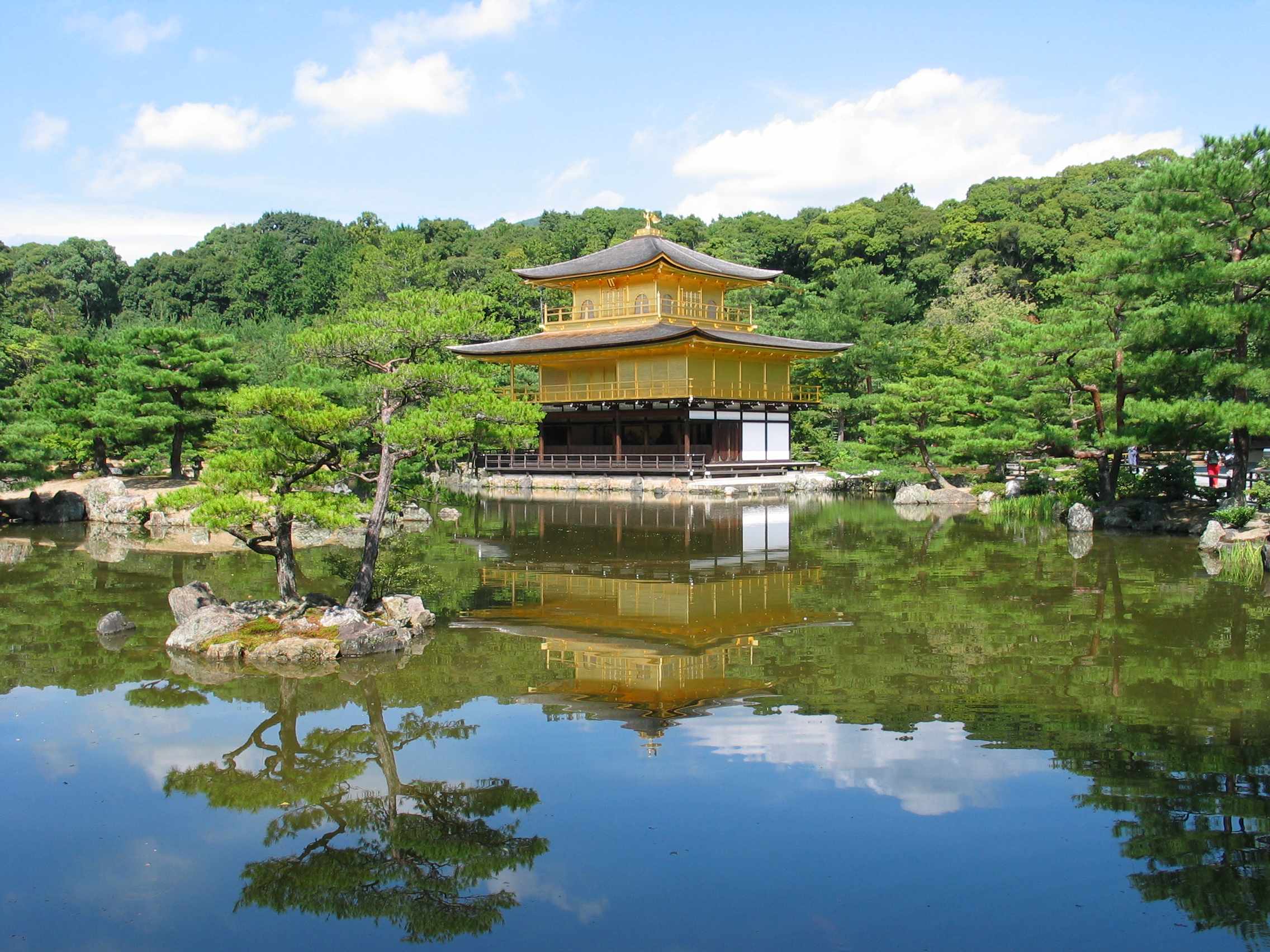
室町時代の みやびの芸術。（ 京都の金閣寺 ）

雅（みやび）は中国の伝統的な美的理念の1つである，後に日本に伝わってきた。ただし、その観念はいきやわび・さびほど普及していない。現代日本語ではこの言葉は通常「優雅さ」、「洗練された」または「礼儀正しさ」として、時には「甘く愛する人」と解釈される。
しかしながら『文化防衛論』を著した三島由紀夫のように「文化概念としての天皇」に関連して独自の解釈を行う論者もいる。
三島由紀夫によれば「みやび」の源流は天皇にあり、「みやび」は宮廷文化の精華であり、それへのあこがれであった。そして日本の民衆文化は概ね「みやびのまねび」に発しているという。文化の反独創性の極、古典主義の極地の秘庫が天皇であり、高貴な月並みの「みやび」の文化が独創的な新生の文化を生む母体となっており、「幽玄」「花」「わび」「さび」も「みやび」が派生しめたものとする。
この言葉によって提起された理想はばかげた、または下品なものをすべて排除すること、および「最高の優美さを達成するためにすべての荒さと虚偽を排除するためのマナー、博識さ、および感情の磨き」を要求した。平安時代の特徴であった美に対する敏感さを表現し、さらにもののあはれの無意識さ、物の過渡性についてほろ苦い認識という概念とも密に関係していることが多く、そのため、衰退しているものは素晴らしいミヤビ感を示す、などと感じられていた。一例として桜の木などの例え、木はすぐにその花が散り、それを美しくした全てを取り除かれる様が儚さだけでなく、その過程での雅さも見せているといったもの。
雅の理想を遵守することは世界最古の日本詩集である万葉集に所収されるような、当時の芸術作品に共通していた原形や美学や感情を現世界から取り除くことに努めた。万葉集には雅の感性とは対照的にその多くは生きるあらゆる層の人々による詩が掲載されていた。たとえば、コレクションの中の1つの詩は、女性の髪の毛をカタツムリに見立てている。みやびさの理想は、このような妙な比喩表現をあぶりだして、その鑑賞力と理想論は階級の違いの指標としても用いられた。上流階級のメンバーである廷臣だけが雅の働きを真に理解することができるとされていた。
雅の観念は実際、芸術や詩を創り出す手法を制限して素朴さ粗雑さから遠ざけさせる。そうすることで伝統的に歌詠み訓練された廷臣らが作品に生な感情表現が露出するのを防いだ。後年、雅とその美学はわび・さびやいきのほかにも幽玄なども禅仏教に触発された理想に置き換えられていった。